# Esther Takeuchi
Esther Sans Takeuchi (nacida como Esther Sans, en letón: Estere Sāns) es una científica de materiales e ingeniera química estadounidense, que trabaja en sistemas almacenamiento de energía para dispositivos biomédicos. También es una profesora distinguida en la Universidad de Stony Brook y científica jefa en el Laboratorio Nacional de Brookhaven. Tiene más de 145 patentes en los Estados Unidos.

## Vida y carrera
Takeuchi es la hija de Mary y Rudolf Sans, refugiados de la Segunda Guerra Mundial de Letonia. Rudolf y Mary huyeron desde su país, ocupado por los soviéticos hacia Alemania en 1945, donde vivieron en un campo de refugiados durante años, para finalmente emigrar a los Estados Unidos. Takeuchi se graduó en la Universidad de Pensilvania en 1975, en Química e Historia. Luego trabajó para obtener su PhD en Química Orgánica en la Universidad Estatal de Ohio.
Luego de completar su entrenamiento posdoctoral en electroquímica en la Universidad de Carolina del Norte en Chapel Hill  y la Universidad de Búfalo, trabajó en Greatbatch Inc. en Clarence (Nueva York) durante 22 años Allí fue donde desarrolló la batería Li/SVO, con el financiamiento de Wilson Greatbatch. En 2007 comenzó a trabajar en la Universidad de Búfalo como profesora de fuentes avanzadas de energía. Es Profesora Distinguida en la Universidad de Stony Brook en los departamentos de química y ciencias de los materiales e ingeniería. Fue seleccionada en 2013 para recibir el premio E.V. Murphree en Ingeniería Industrial y Química por la American Chemical Society. Takeuchi es miembro de la Electrochemical Society de la que fue su presidente entre 2011 y 2012.

## Premios
- «E.V. Murphree Award in Industrial & Engineering Chemistry» (en inglés). American Chemical Society. 2013. Archivado desde el original el 4 de febrero de 2013.
- Miembro elegido, Academia Nacional de Ingeniería de Estados Unidos
- Miembro, Instituto Americano de Ingeniería Médica y Biológica
- Medalla Nacional de Tecnología e Innovación por la invención de la batería de óxido de plata que alimenta los desfibriladores implantables[6]
- Miembro de National Inventors Hall of Fame, 2011[7]